# Loch an Sgoltaire
Loch an Sgoltaire är en sjö i Storbritannien.   Den ligger i kommunen Argyll and Bute och riksdelen Skottland, i den nordvästra delen av landet, 600 km nordväst om huvudstaden London. Loch an Sgoltaire ligger 52 meter över havet. Arean är 0,1407 kvadratkilometer.  